# Sclerostomus boileaui
Sclerostomus boileaui es una especie de coleóptero de la familia Lucanidae.

## Distribución geográfica
Habita en Perú.